# Терлицька волость
Терлицька волость — адміністративно-територіальна одиниця Липовецького повіту Київської губернії з центром у містечку Терлиця.
Станом на 1886 рік складалася з 5 поселень, 5 сільських громад. Населення — 5165 особи (2028 чоловічої статі та 2218 — жіночої), 387 дворових господарства.
|                     | Площа, десятин | У тому числі орної, дес. |
| ------------------- | -------------- | ------------------------ |
| Сільських громад    | 2531           | 1684                     |
| Приватної власності | 4431           | 3063                     |
| Іншої власності     | 201            | 159                      |
| Загалом             | 7163           | 4906                     |

Поселення волості:
- Терлиця — колишнє власницьке містечко за 60 версти від повітового міста, 582 особи, 91 двір, православна церква, католицька каплиця, синагога, єврейський молитовний будинок, школа, 4 постоялих двори, 4 постоялих будинки, 14 лавок, базари по п'ятницях, ярмарки по вівторках через 2 тижні, водяний млин, цегельний і пивоварний заводи.
- Дібрівка — колишнє власницьке село, 391 особа, 42 двори, православна церква та школа.
- Половинчик — колишнє власницьке село, 430 осіб, 52 двори, православна церква та постоялий будинок.
- Тарнава — колишнє власницьке село, 567 осіб, 60 дворів, православна церква, школа, постоялий будинок і водяний млин.
- Халаїдове — колишнє власницьке село, 984 особи, 142 двори, православна церква, школа, постоялий будинок, паровий і 2 водяних млини.

Наприкінці ХІХ ст. у повному складі увійшла до складу Монастирищенської волості.